# Coupe Gambardella 1994-1995
Navigation
Édition précédente Édition suivante
La coupe Gambardella 1994-1995 est la 41e édition de l'épreuve organisée par la Fédération française de football et ses ligues régionales. La compétition est ouverte aux équipes de football de jeunes dans la catégorie des 18 ans. La compétition comprend une première phase régionale suivi d'une phase nationale comportant huit tours.
Le vainqueur de l'édition 1993-1994, l'Olympique lyonnais, est battu en trente-deuxième de finale par le FC Gueugnon.

## Trente-deuxièmes de finale
Les matchs se déroulent sur le terrain du club premier nommé.
| Équipe 1                  | Résultat | Équipe 2               | T.a.b. |
| ------------------------- | -------- | ---------------------- | ------ |
| Avranches                 | 1-5      | Le Havre AC            |        |
| Bordeaux Stade            | 0-2      | Girondins de Bordeaux  |        |
| Tours FC                  | 1-0      | Stade briochin         |        |
| ASPTT Limoges             | 3-1      | FC Bressuire           |        |
| Stade rennais             | 1-0      | FC Nantes              |        |
| SO Cholet                 | 0-0      | Toulouse FC            | 3-4    |
| Norcap Olympique Grenoble | 0-2      | AS Cannes              |        |
| CS Louhans-Cuiseaux       | 2-0      | ES Viry-Châtillon      |        |
| FC Martigues              | 0-2      | OGC Nice               |        |
| ES Montluçon              | 1-4      | AS Saint-Étienne       |        |
| GC Lunel                  | 2-2      | AS Saint-Priest        | 4-3    |
| FC Gueugnon               | 1-1      | Olympique lyonnais     | 5-4    |
| Cavigal Nice              | 0-7      | SC Toulon              |        |
| LB Châteauroux            | 0-1      | AJ Auxerre             |        |
| MJC Avignon               | 0-1      | Olympique de Marseille |        |
| Roanne Foot               | 0-1      | Besançon RC            |        |
| Montauban FCTG            | 1-7      | Montpellier HSC        |        |
| Valenciennes FC           | 2-3      | RC Strasbourg          |        |
| SU Agen                   | 2-6      | La Roche VF            |        |
| EF Reims Sainte-Anne      | 1-0      | OFC Charleville        |        |
| GSI Pontivy               | 2-2      | Stade lavallois        | 3-4    |
| SR Saint-Dié              | 0-1      | FC Mulhouse            |        |
| AS Muret                  | 0-4      | Angers SCO             |        |
| FC Sochaux                | 0-2      | FC Metz                |        |
| Amicale Lucé              | 2-7      | Paris SG               |        |
| ASM Belfort               | 2-9      | Red Star               |        |
| Evreux AC                 | 1-3      | USL Dunkerque          |        |
| Lille OSC                 | 1-1      | RC Lens                | 4-5    |
| ASPTT Caen                | 0-4      | FC Rouen               |        |
| US Ascq                   | 0-7      | US Créteil             |        |
| Stade plabennecois        | 0-7      | EA Guingamp            |        |
| USO Bruay-Labuissière     | 1-0      | AS Beauvais            |        |

## Seizièmes de finale
Les rencontres ont lieu sur le terrain du club premier nommé.
| Équipe 1              | Résultat | Équipe 2               | T.a.b. |
| --------------------- | -------- | ---------------------- | ------ |
| Angers SCO            | 2-1      | Stade rennais          |        |
| USO Bruay-Labuissière | 0-5      | FC Mulhouse            |        |
| FC Gueugnon           | 0-1      | Montpellier HSC        |        |
| Tours FC              | 1-1      | Stade lavallois        | 2-1    |
| GC Lunel              | 1-2      | Olympique de Marseille |        |
| FC Rouen              | 0-4      | Le Havre AC            |        |
| Toulouse FC           | 1-0      | Besançon RC            |        |
| La Roche VF           | 1-0      | Paris SG               |        |
| CS Louhans-Cuiseaux   | 1-5      | AS Saint-Étienne       |        |
| AJ Auxerre            | 2-0      | Red Star               |        |
| ASPTT Limoges         | 1-1      | SC Toulon              | 2-4    |
| EF Reims Sainte-Anne  | 0-4      | RC Lens                |        |
| AS Cannes             | 0-0      | OGC Nice               | 4-3    |
| USL Dunkerque         | 3-1      | US Créteil             |        |
| EA Guingamp           | 1-1      | Girondins de Bordeaux  | 5-4    |
| RC Strasbourg         | 1-5      | FC Metz                |        |

## Huitièmes de finale
Les huitièmes de finale ont lieu sur le terrain du club premier nommé.
| Équipe 1      | Résultat | Équipe 2               | T.a.b. |
| ------------- | -------- | ---------------------- | ------ |
| SC Toulon     | 3-1      | Olympique de Marseille |        |
| EA Guingamp   | 0-0      | Le Havre AC            | 4-5    |
| Tours FC      | 0-1      | Toulouse FC            |        |
| USL Dunkerque | 3-1      | FC Mulhouse            |        |
| AS Cannes     | 3-0      | AS Saint-Étienne       |        |
| RC Lens       | 5-1      | La Roche VF            |        |
| AJ Auxerre    | 5-1      | Montpellier HSC        |        |
| Angers SCO    | 1-1      | FC Metz                | 7-6    |

## Quarts de finale
Les quarts de finale ont lieu sur le terrain du club premier nommé.
| Équipe 1      | Résultat | Équipe 2    | T.a.b. |
| ------------- | -------- | ----------- | ------ |
| Angers SCO    | 0-0      | Toulouse FC |        |
| SC Toulon     | 1-0      | AJ Auxerre  |        |
| Le Havre AC   | 1-3      | RC Lens     |        |
| USL Dunkerque | 0-4      | AS Cannes   |        |

## Demi-finale
Les demi-finale ont lieu à Rodez.
| Équipe 1  | Résultat | Équipe 2   | T.a.b. |
| --------- | -------- | ---------- | ------ |
| RC Lens   | 4-1      | Angers SCO |        |
| AS Cannes | 2-0      | SC Toulon  |        |

## Finale
La finale a lieu dans l'après-midi du 13 mai 1995 au stade Jean Bouin d'Issy-les-Moulineaux et non en lever de rideau de la finale de la coupe de France en raison d'une météo pluvieuse, la Fédération française de football souhaitant préserver la pelouse du Parc des Princes. Elle est remportée deux à zéro par l'AS Cannes devant le RC Lens. Le trophée est ensuite présenté aux spectateurs du Parc des Princes à la mi-temps de la finale opposant le Paris SG au RC Strasbourg,,.
| Équipe 1  | Résultat | Équipe 2 | T.a.b. |
| --------- | -------- | -------- | ------ |
| AS Cannes | 2-0      | RC Lens  |        |

Il s'agit de la seconde victoire de l'AS Cannes dans l'épreuve.
Feuille de match
| 13 mai 1995 | AS Cannes                        | 2-0 | RC Lens | Jean Bouin, Issy-les-Moulineaux |                             |
| | Boutobba 10e (pen.) · Compan 75e | (1-0) |         | Arbitrage : Pascal Garibian     | Arbitrage : Pascal Garibian |
| Sébastien Renaud - Patrick Barul, Sacha Opinel, Stephan Laffon, Romain Ferrier - Yao Mawuko Sènaya(James Hindmarch 65e ), Adel Boutobba, Patrick Vieira, Sébastien Chabaud - Mickaël Marsiglia, Lilian Compan(Cédric Mouret 87e ). · Entraîneur : Guy Lacombe. | Équipes                          | Cédric Berthelin - Charles Okonedo, Lionel Haudry, Alexis Magry, Kader Lasri(Olivier Bogaczyk 41e ) - Cyril Charton, Éric Lestang, Johann Therry (Olivier Brassart 58e ) - Wilson Oruma, Guy GBadié, Pascal Dias. · Entraîneur : Daniel Leclercq. |         | Arbitrage : Pascal Garibian     | Arbitrage : Pascal Garibian |